# آرتور بولتون
آرتور بولتون (انگلیسی: Arthur Bolton; ۲۱ نوامبر ۱۹۱۲ – ۲۰۰۱ (۸۸−۸۹ سال)) بازیکن فوتبال بود.
از باشگاه‌هایی که در آن بازی کرده‌است می‌توان به باشگاه فوتبال ساندرلند اشاره کرد.